# Stazione di Keisei Yawata
La Stazione di Keisei Yawata (京成八幡駅?, Keisei Yawata-eki) è una stazione ferroviaria della città di Ichikawa, nella prefettura di Chiba, in Giappone, e servente la linea principale Keisei delle ferrovie Keisei. Presso questa stazione fermano tutte le tipologie di treni, ed è inoltre direttamente collegata a quella di Motoyawata, servente la linea principale Sōbu della JR East e capolinea per la linea Shinjuku della metropolitana di Tokyo.

## Linee
Ferrovie Keisei
● Linea principale Keisei

## Struttura
La stazione è dotata di due binari passanti in superficie con un marciapiede a isola, collegato alle uscite da un sovrappassaggio. A entrambe le estremità delle banchine sono presenti due passaggi a livello, che per l'elevato traffico ferroviario sulla linea, sono prevalentemente chiusi, causando pesanti ripercussioni al traffico automobilistico nella zona.
| 1 | ■ Linea principale Keisei | per Aoto, Nippori, Keisei Ueno per Oshiage, linea Asakusa e linea Keikyū principale |
| 2 | ■ Linea principale Keisei | per Funabashi, Narita Aeroporto e Keisei-Chiba                                      |

## Stazioni adiacenti
| «                       | Servizio                                                     | »                       |
| Linea Keisei principale | Linea Keisei principale                                      | Linea Keisei principale |
| ----------------------- | ------------------------------------------------------------ | ----------------------- |
| Sugano                  | ■ Locale                                                     | Onigoe                  |
| Keisei Koiwa            | ■ Rapido                                                     | Higashi-Nakayama        |
| Keisei Takasago         | ■ Espresso Limitato ■ Esp. Lim. pendolari ■ Esp. Lim. Rapido | Keisei Funabashi        |